# Timotej Novaković
Timotej Novaković, slovenski gledališki igralec, * 18. oktober 1995, Ljubljana.

## Življenjepis
Timotej Novaković se je rodil leta 1995 v Ljubljani. Leta 2015 se je vpisal na Akademijo za gledališče, radio, film in televizijo Univerze v Ljubljani, smer dramska igra, kjer je štiri leta študiral pod mentorstvom Sebastijana Horvata in Nataše Barbare Gračner. Diplomiral je s predstavo Olympia Stadion v režiji Maše Pelko v vlogah Sanjina, Baby Anastasie (OTMA) in Otroka.
Tekom študija je nastopil v predstavi Hlapci v režiji Janeza Pipana. V svoji profesionalni karieri je sodeloval z režiserji, kot so Dragan Živadinov, Vinko Moderndorfer, Matjaž Berger, Alen Jelen itd.
Poleg zelo širokega opusa predstav je Timotej Novaković nastopil tudi na različnih prireditvah, literarnih večerih, različnih televizijskih oddajah, radijski igri in serijah. Dve leti zapored je nastopil na večeru z nominiranci za Rožančevo nagrado (najpomembnejša nagrada za esejistično delo) in na podelitvi le te, tri leta zapored pa na podelitvi Deklice s piščalko, najpomembnejše nagrade za dosežke v polju znanosti in umetnosti na področju kočevske regije. Pojavil se je tudi v radijski igri Jaz, Batman, risanki Lužasta zabava in pa seriji Sekirca v med.

## Vloge v gledališču

### Gledališke predstave
2020 - 2023    
- 2023. Chick, Boris Vian: PENA DNI, r. Jana Menger, Anton Podbevšek Teater
- 2023. Mowgli, Rudyard Kipling: KNJIGA O DJUNGLI, r. Robert Waltl, Mini Teater
- 2022. Peter van Daan, Anne Frank: DNEVNIK ANE FRANK, r. Vinko Moderndorfer, Mini Teater
- 2022. Performer, Maya Arad-Yasur: AMSTERDAM, r. Aljoša Živadinov Zupančič, Mini Teater
- 2022. Julij Moskovič, Oton Baumgarten; Vinko Moderndorfer: JUDOVSKO ŽIVLJENJE V LJUBLJANI, r. Yonatan Esterkin, Mini Teater
- 2022. Zaporniki; Vitomil Zupan: LEVITAN. Primer Vitomil Zupan, r. Matjaž Berger, Anton Podbevšek Teater
- 2022. Gary; Mark Ravenhill: SHOPPING AND FUCKING, r. Brina Klampfer, Mini teater
- 2021. MC; po verzih Thomasa S. Eliota in replikah Sarah Kane: PRAZNOTE::G-0, r. Dragan Živadinov, Osmoza
- 2021. Lukas, Timotej, Kevin; Julien Daillère: ZGODBE GRDE DEKLICE, r. Alen Jelen, ŠKUC in Gledališče Toneta Čufarja Jesenice
- 2021. Mutec; po motivih drame Življenje je sen Calderóna de la Barce: FINALIZEM::FONEMI, r. Dragan Živadinov, Osmoza
- 2021. Josip Vidmar; po motivih biografije Edvarda Kocbeka avtorja Andreja Inkreta: IN STOLETJE BO ZARDELO. PRIMER KOCBEK, r. Matjaž Berger, Anton Podbevšek Teater, SNG Nova - Gorica in Galerija Božidar Jakac
- 2021. Igralec; po motivih drame Življenje je sen Calderóna de la Barce: FINALIZEM::PRAPRODUKT, r. Dragan Živadinov, Osmoza

2010 - 2019
- 2017. Mladenič; Ivan Cankar: HLAPCI, r. Janez Pipan, SNG Drama Ljubljana

### Avtorski projekti
2020 - 2022
- 2021. Odvečen; PHYSIS, r. Bojan Jablanovec, Via Negativa

2010 - 2019
- 2019. Performer; CYPHER, r. Žigan Krajnčan, Flota

## Nagrade
- Jury Award - Full lenght - 2nd place na 5th UK International Radio Drama Festival za radijsko igro Žrtve radia BUM BUM (2019)
- Nagrada občinstva za najboljšo predstavo festivala na festivalu Teden Slovenske drame za predstavo In stoletje bo zardelo. Primer Kocbek (2022)